# منفعة نهائية
المنفعة النهائية هي فائدة السلعة عند تطبيقها على أقل استخدام مرغوب فيه. وهي المنفعة التقديرية لآخر استخدام للمورد، أي الأقل استخدامًا لهذا العرض. على سبيل المثال، إذا كان يجب التخلي عن استخدام سلعة ما، فسيكون هذا هو الاستخدام الأخير للسلعة التي نختارها. وذلك لأننا نتخلى عن أقل إرضاء لنا أهمية أولاً - وهو الاستخدامات التي ترضيها السلعة الأخيرة نظرًا لأننا نلبي احتياجاتنا الأكثر أهمية أولاً.
على سبيل المثال، إذا فقدنا وحدة من السلعة، فإن قيمة الخسارة ستكون قيمة الاستخدام الأقل أهمية للسلعة. تم تطبيق هذه السلعة الأخيرة، التي تمثل فائدتها النهائية، على رغباتنا الأقل أهمية. في حالة السلعة المفقودة، يتم استبدالها والقيمة التي يمكن أن ننسب إليها الخسارة ليست قيمة أول استخدام أهم للسلعة ، ولكن الأقل أهمية - ما نسميه الأداة النهائية.